# Goukovo
Goukovo (en russe : Гу́ково) est une ville minière de l'oblast de Rostov, en Russie. Sa population s'élevait à 65 775 habitants en 2013.

## Géographie
Goukovo se trouve à 115 km au nord de Rostov-sur-le-Don, à la frontière avec l'Ukraine. Goukovo se trouve au point le plus élevé de l'oblast de Rostov, à 250 m d'altitude.

## Histoire
Goukovo accède au statut de commune urbaine en 1939 puis à celui de ville en 1955. Goukovo est d'abord une ville minière, avec six mines de charbon en activité. Elle possède quelques industries légères : produits alimentaires, meubles, engrais. La ville possède un établissement d'enseignement supérieur (économie et droit).

## Population
Recensements (*) ou estimations de la population
| 1939* | 1959*  | 1970*  | 1979*  | 1989*  |
| ----- | ------ | ------ | ------ | ------ |
| 8 837 | 52 969 | 65 105 | 68 080 | 67 336 |

| 2002*  | 2010*  | 2012   | 2013   | - |
| ------ | ------ | ------ | ------ | - |
| 66 648 | 67 278 | 66 327 | 65 775 | - |